# Рея (супутник)
Ре́я (лат. Rhea, грец. Ῥέᾱ) — другий за розміром (після Титана) і двадцять перший за віддаленістю від планети супутник Сатурна. Відкритий Дж. Д. Кассіні в 1672 році. Середній діаметр — 1527 км, радіус орбіти — 527 тис. км.
Сучасну назву запропонував Джон Гершель на честь титаніди Реї з давньогрецької міфології — матері кількох олімпійських богів, одним з яких був Зевс.

## Фізичні характеристики

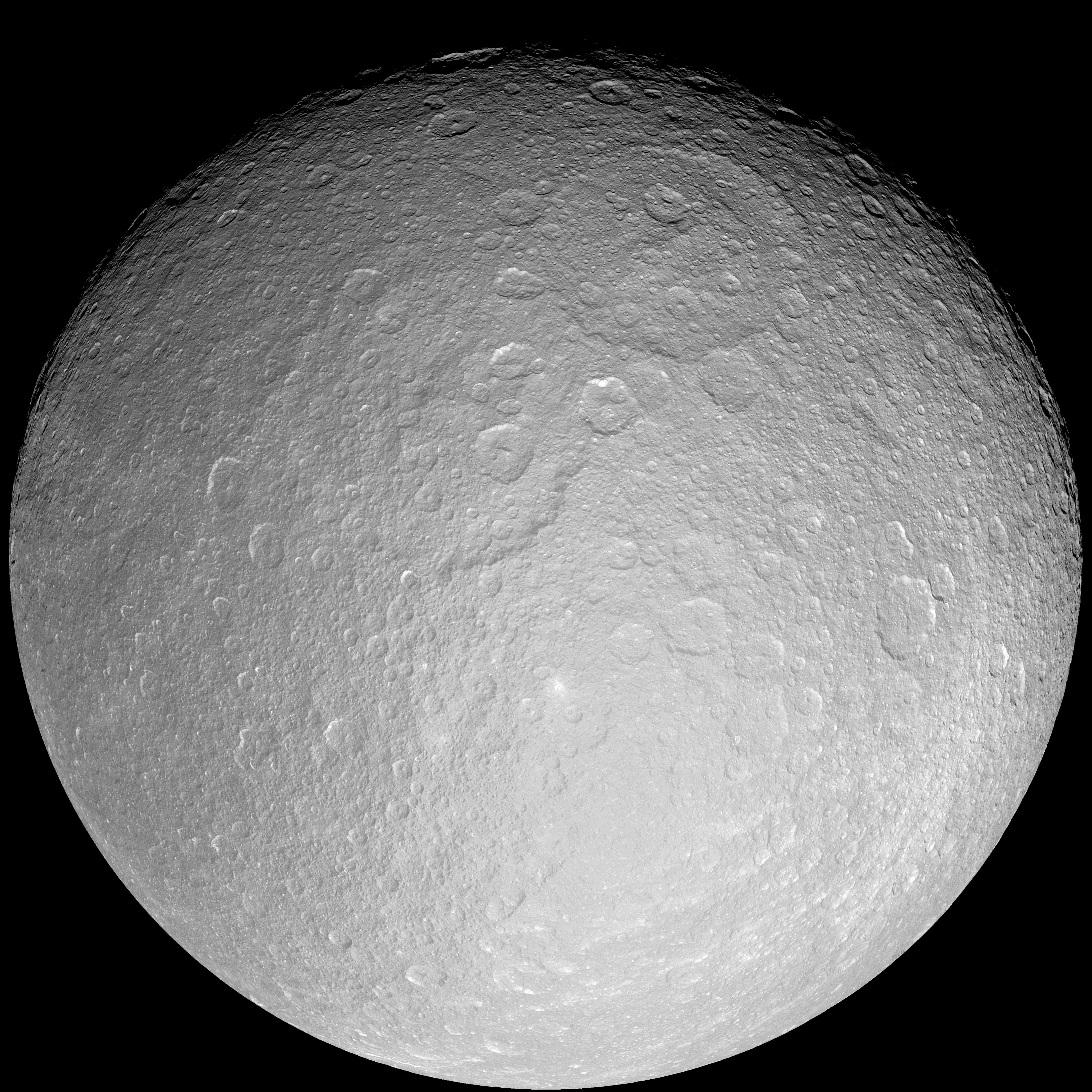
Знімок апарата «Кассіні» (6 листопада 2005 року). Великий кратер згори — Tirawa.

Рея — крижане тіло з середньою густиною, рівною 1,237±0,003 г/см³. Така низька густина свідчить про те, що кам'яні породи становлять менше третини маси супутника, а решта припадає на водяний лід. Прискорення вільного падіння дорівнює 0,264 м/с². Розміри супутника — 1530,0±1,4 × 1526,2±1,2 × 1524,8±1,2 км, середній діаметр — 1527,0±1,2 км.
Надра Реї, ймовірно, майже не диференційовані.

## Поверхня
Рея за складом і геологічною історією схожа на Діону. В обидвох супутників ведуча та ведена півкулі помітно відрізняються (ведуча півкуля — та, яка завжди спрямована в бік руху супутника по орбіті, оскільки осьове обертання синхронізоване). Ведуча півкуля Реї сильно кратерована й однорідно світла. Задня півкуля має темні ділянки, а також мережу яскравих тонких смужок. Спочатку вважалося, що вони утворилися в результаті викиду на поверхню води чи льоду (наприклад, в результаті кріовулканізму). Однак дані «Кассіні» показали, що вони, як і схожі (але сильніше виражені) утворення на Діоні, є не викидами речовини, а тектонічними об'єктами, утвореними внаслідок розтягування поверхні, — крижаними хребтами й обривами. Фотографії Реї, надіслані «Кассіні» у січні 2006, остаточно підтвердили гіпотезу про обриви.
Рея має ділянки з різним ступенем кратерованості (зокрема, в одних регіонах немає кратерів діаметром понад 40 км, а в інших є лише такі). Це вказує на те, що поверхня супутника суттєво переформувалася на ряді ділянок у період після інтенсивних метеоритних бомбардувань, що відбувалися на початку формування Сонячної системи.
Рельєф кратерів згладжений, оскільки лід поступово обтоплюється протягом геологічно значних проміжків часу.
Назви деталей поверхні Реї беруть із міфів про створення світу, тому що сам супутник названий на честь матері олімпійських богів. У першу чергу використовують міфи народів Азії, тому що до цього вони були мало представлені у планетній номенклатурі, а також через те, що грецьку Рею ототожнювали з малоазіатською Кібелою. Станом на 2020 рік на Реї мають назви 128 кратерів, 6 ланцюжків кратерів та їхніх груп, 5 каньйонів та їхніх груп, 2 борозни та 2 лінії.

## Кільця
За деякими даними, Рея може мати свою систему кілець.

## Атмосфера
Космічний зонд «Кассіні», пролітаючи повз Рею в 2005—2010 роках, захопив у її околицях молекули газів і дослідив їх своїми спектрометрами. Виявилося, що Рея має дуже розріджену атмосферу з кисню та вуглекислого газу. Найбільша зареєстрована концентрація кисню — 50 млрд молекул на кубічний метр, а вуглекислого газу — 20 млрд. На поверхні Реї концентрація кисню має бути в 5 трильйонів разів менша за земну. Береться він, найімовірніше, з водяного льоду на поверхні, який розкладається під час бомбардування високоенергетичними частками з магнітосфери Сатурна. Походження вуглекислого газу менш зрозуміле.

## Галерея

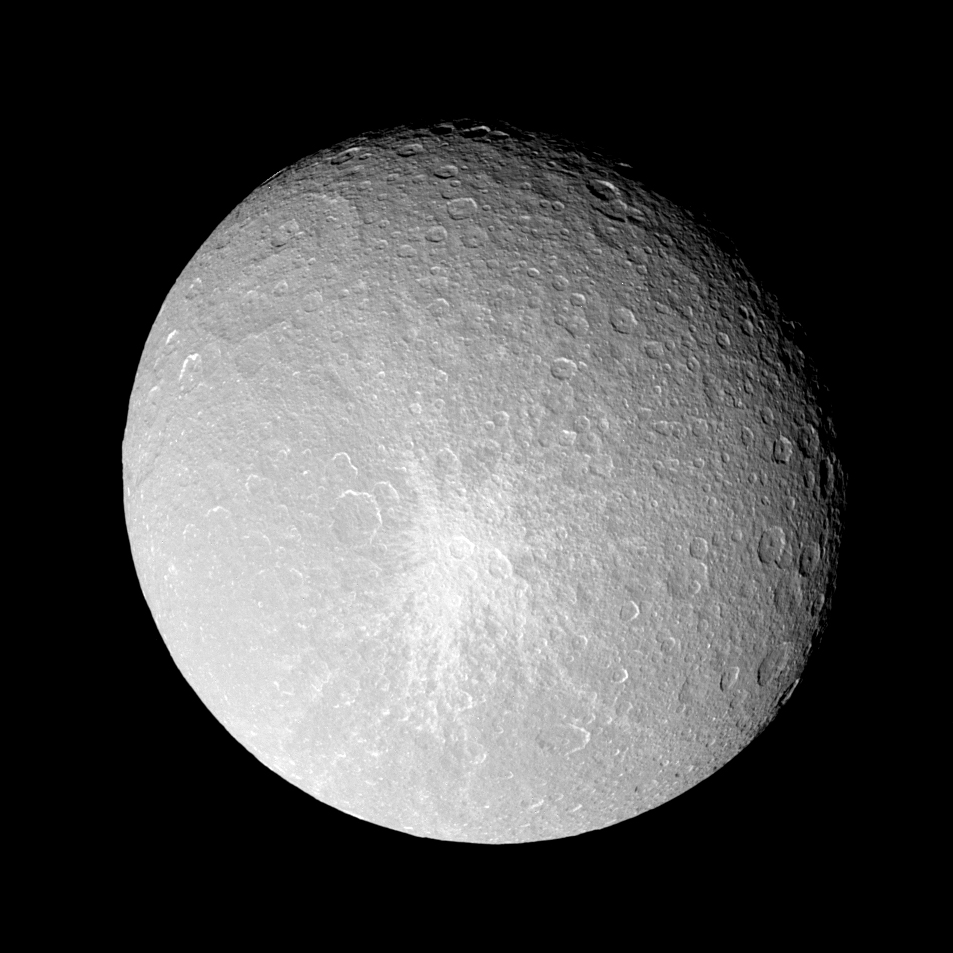
Ведуча півкуля Реї з молодим кратером Inktomi, оточеним яскравими променями
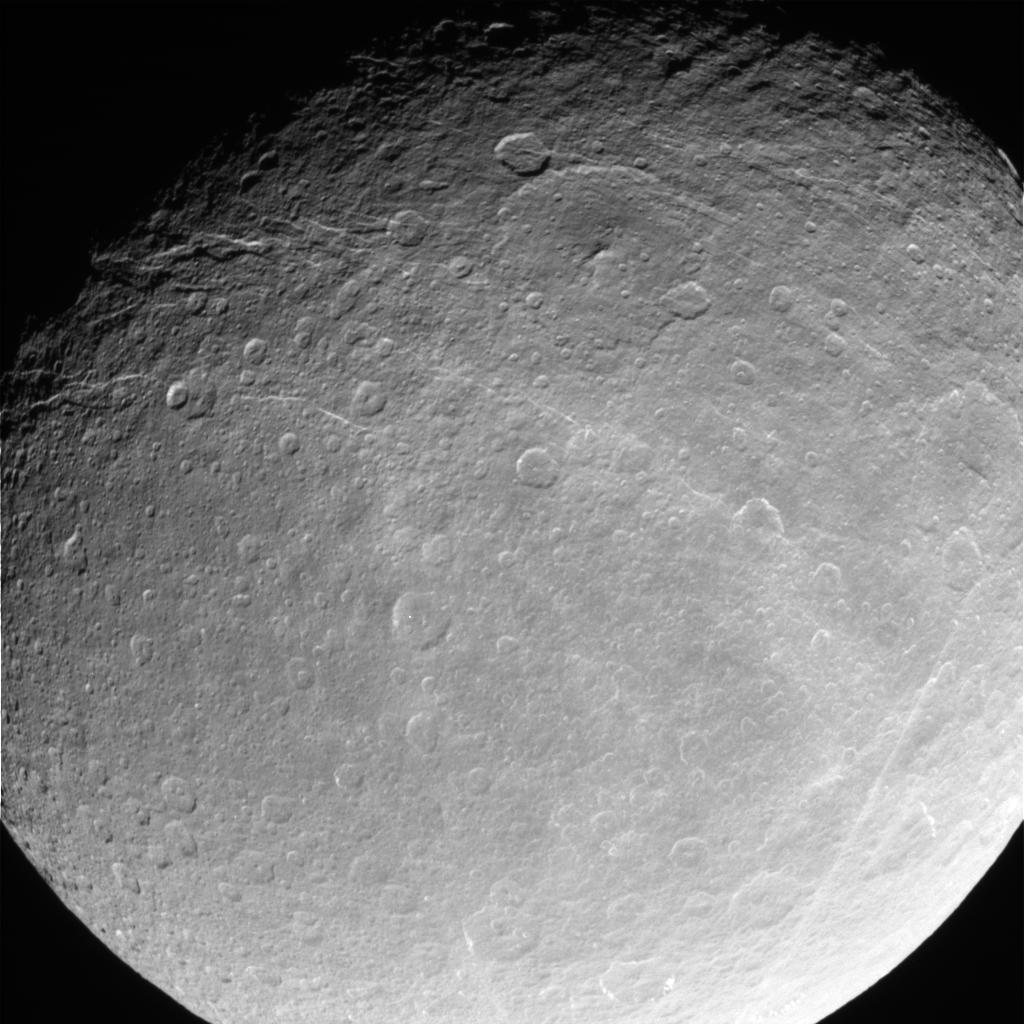
Задня півкуля Реї
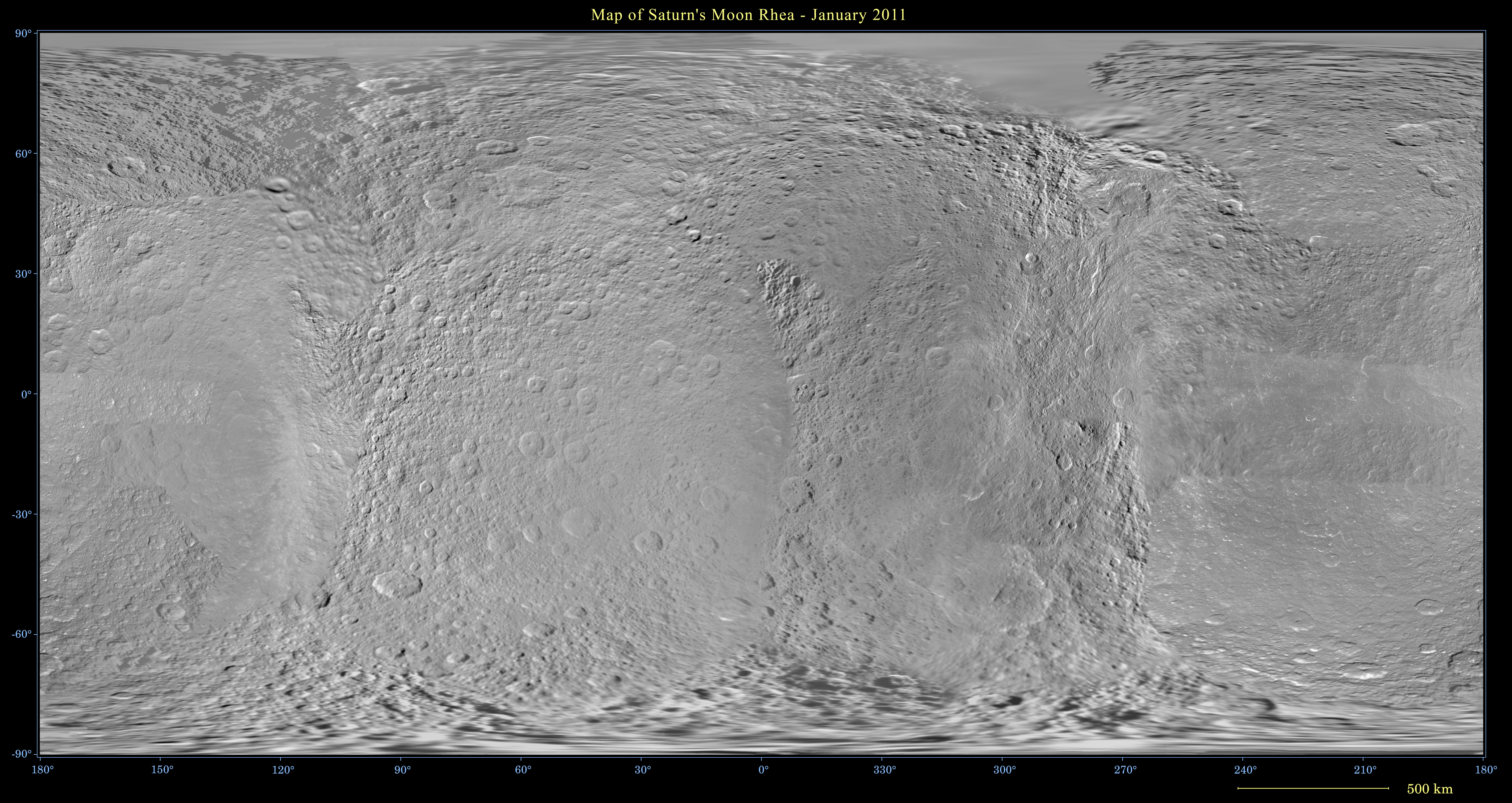
Рея, базова карта, січень 2011
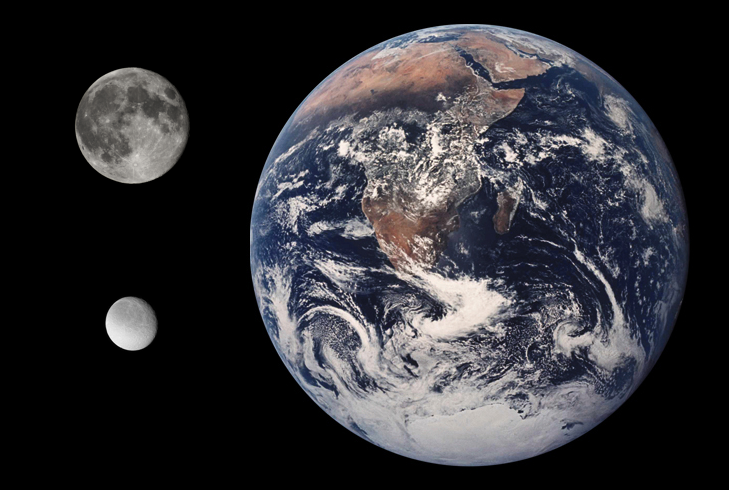
Порівняння розмірів Землі, Місяця та Реї
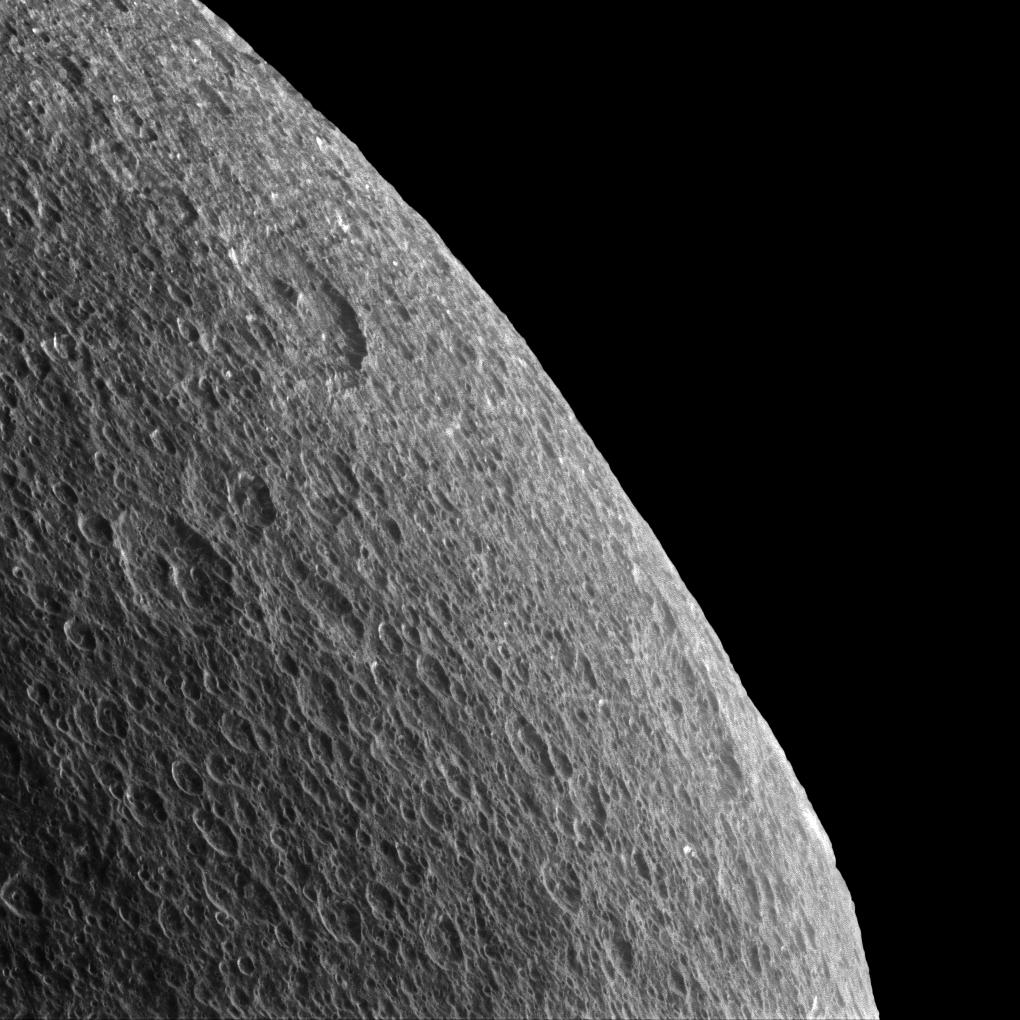
Знімок «Кассіні», 10 лютого 2015. Роздільна здатність — 330 м/піксель (найдетальніший знімок Реї на час отримання)